# ギュンター・ソマー

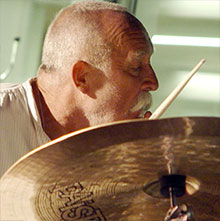
ギュンター・ソマー（2010年）

ギュンター・ベイビー・ソマー（Günter Baby Sommer）ことギュンター・ソマー（Günter Sommer、1943年8月25日 - ）は、ドイツのジャズ・ドラマー。

## 略歴
ソマーは、1943年8月25日にドレスデンで生まれた。彼の最初の楽器はトランペットで、学校で学んだ。15歳か16歳のときにドラムを演奏し始めた。ドレスデンにあるドレスデン音楽大学で音楽を学ぶ。ソロ・パーカッション・アルバム『Hormusik』は、1979年にFMPからリリースされた。同年、FMPはペーター・コヴァルト、ワダダ・レオ・スミスと録音されたトリオ・アルバムもリリースした。彼はそのキャリアを通じてスミスと断続的に仕事を行ってきた。1980年代には、ペーター・ブロッツマン、イレーネ・シュヴァイツァー、セシル・テイラー、そして作家のギュンター・グラスとも一緒に仕事している。1990年代初頭、ディディエ・ルヴァレと、その後はテオ・ユルゲンスマンとのトリオを率い、1995年より13年間にわたってドレスデン音楽大学にドラムの教授として着任した。彼のよく知られたニックネーム「ベイビー」は、多面的なアメリカのドラマーであるベイビー・ドッズへ敬意を表し、引き合いに出されたものである。

## ディスコグラフィ

### リーダー・アルバム
- Gruppe Synopsis (1974年、Amiga) ※with Synopsis
- Hormusik (1979年、FMP)
- Touch the Earth (1980年、FMP) ※with ワダダ・レオ・スミス
- Dedication (1982年、FMP) ※with ハンス＝ギュンター・ヴァウアー
- Hormusik Zwei (1983年、Nato)
- If You Want the Kernels You Have to Break the Shells (1983年、FMP) ※with ペーター・コヴァルト
- Pica Pica (1984年、FMP) ※with ペーター・ブロッツマン、アルベルト・マンゲルスドルフ
- Percussion Summit (1984年、Moers Music) ※with ジョン・パーセル、ウルシュラ・ドゥジャク
- Verschrankte Konstruktion (1986年、Amiga) ※with ハンス＝ギュンター・ヴァウアー
- Live at Taktlos (1986年、Intakt) ※with イレーネ・シュヴァイツァー、マギー・ニコルズ
- Irène Schweizer & Günter Sommer (1988年、Intakt)
- The Storming of the Winter Palace (1988年、Intakt) ※with イレーネ・シュヴァイツァー
- Reserve (1989年、FMP) ※with ペーター・ブロッツマン
- In East Berlin (1989年、FMP) ※with セシル・テイラー
- Riobec (1989年、FMP) ※with セシル・テイラー
- Cordes Sur Ciel (1990年、European Music/Sud-Ouest) ※with ディディエ・ルヴァレ
- Camino Fatal (1990年、Fish Music) ※with エッケハルト・ジョスト
- Cappuccini Klang (1992年、Splasc(h)) ※with ペーター・コヴァルト
- Sachsische Schatulle: Hormusik III (1993年、Intakt)
- Merseburger Begegnung (1994年、Kip) ※with ハンス＝ギュンター・ヴァウアー
- BIB (2002年、FMP) ※with Sylvain Kassap、ディディエ・ルヴァレ
- Wokonda (2003年、Konnex) ※with アキム・ヤロシェク
- Between Heaven and Earth (2003年、Intakt) ※with コニー・バウアー、ペーター・コヴァルト
- Hic Sunt Leones (2007年、Jazz Haus) ※with フランク・ポール・シューベルト
- Delphinius & Lyra (2007年、Clean Feed) ※with レイモンド・マクドナルド
- Wisdom in Time (2007年、Intakt) ※with ワダダ・レオ・スミス
- Abbara (2008年、Intakt) ※with ラフィク・シャミ
- Peitzer Grand Mit Vieren (2009年、Jazzwerkstatt)
- Live in Jerusalem (2009年、Kadima Collective)
- Songs for Kommeno (2012年、Intakt)
- Jesper Lovdal Gunter Sommer (2012年、ILK Music)
- Dry Swing & Tandem Spaces (2013年、Euphorium) ※with オリバー・シュヴァート
- Three Seasons (2014年、HGBS)
- Sources (2016年、Moderntunemusic) ※with ヨハネス・エンダース
- Fundstuecke (2016年、Laika) ※with ガブリエレ・ハスラー
- Le Piccole Cose (2017年、Intuition)
- Baby's Party (2018年、Intakt)
- Grande Casino (2018年、Euphorium) ※with EUPHORIUM_freakestra
- One For My Baby And One More For The Bass (2020年、Euphorium) ※with バリー・ガイ、オリバー・シュヴァート
- Karawane (2022年、Intakt) ※with The Lucaciu 3